# Fiódor Bredijin
Fiódor Aleksándrovich Bredijin (ruso: Фёдор Александрович Бредихин) (Mykolaiv, 8 de diciembre de 1831-San Petersburgo, 1 de mayojul./ 14 de mayo de 1904greg.) fue un astrónomo ruso.

## Semblanza
Nacido en la actual Ucrania, recibió su educación inicial en la Escuela Superior de Odessa, y luego en el Liceo de Richelieu. Se graduó en astronomía por la Universidad de Moscú en 1855, universidad a la que estaría ligado profesionalmente durante gran parte de su carrera: entre 1873 y 1876 fue Decano de la Facultad de Física y Matemática, y hasta 1890 fue el director del Observatorio universitario. Creó la Escuela de Astrofísica de Moscú, y entre 1890 y 1895 dirigió el Observatorio de Púlkovo.
Dentro de sus variadas investigaciones, realizó observaciones sistemáticas de las prominencias en la cromosfera solar a través de estudios espectroscópicos y fotografías de manchas y erupciones solares. Estudió las superficies de la Luna y de los planetas Marte y Júpiter. Hacia 1875, comenzó a analizar junto a William Huggins la composición química de las emisiones de gas de las nebulosas planetarias. 
Sin embargo, el principal foco de sus investigaciones fue el estudio de los cometas, desarrollando y perfeccionando las teorías de Friedrich Bessel y creando la más completa teoría mecánica sobre cometas de su época, lo que permitió describir el movimiento de la materia, no solo cerca de la cabeza, sino también en la cola de un cometa. Esta teoría se basaba en que las colas de los cometas están compuestos de partículas emitidas por el núcleo del cometa en la dirección del sol, que luego se mueven desde el sol bajo la influencia de sus fuerzas de repulsión.
Bredijin determinó el valor de aceleración de varias decenas de colas de cometas, lo que le permitió en 1877 crear una clasificación de éstas en tres tipos. En 1884, identificó un cuarto tipo de cola ("anómala"), que se da muy infrecuentemente y solo en conjunción con la "normal". La clasificación de las formas cometarias de Bredijin todavía es utilizada. 
Falleció en San Petersburgo en 1904, a los 72 años de edad. Sus restos fueron sepultados en Vladychna (actual Zavolzhsk).

## Eponimia
- Un cráter lunar fue bautizado como Bredikhin (con grafía en inglés) en su honor.[2]